# Jürgen Huth
Jürgen Huth (* 1944 in Potsdam) ist ein deutscher Schauspieler und Hörspielsprecher. 

## Leben
Der 1944 in Potsdam geborene Jürgen Huth studierte von 1966 bis 1970 an der Staatlichen Schauspielschule Berlin, wo er zu dem Studienjahrgang gehörte, mit dem ein viertes Studienjahr getestet wurde, was sich jedoch nicht durchsetzen konnte. Im letzten Studienjahr wirkte er in der Studentenaufführung von Erwin Strittmatters Stück Katzgraben im bat Berlin mit, dessen Aufführung den Kritikerpreis der Berliner Zeitung erhielt. Erste Engagements führten ihn nach Brandenburg, Rostock und Potsdam, bis er 1984 für viele Jahre an das Deutsche Theater in Berlin verpflichtet wurde, in dem er heute noch spielt.

## Filmografie
- 1971: Der kleine und der große Klaus
- 1973: Susanne und der Zauberring
- 1975: Fischzüge (Fernsehfilm)
- 1976: Nelken in Aspik
- 1977: Trini
- 1978: Brandstellen
- 1979: Spuk unterm Riesenrad (Fernsehserie, 2 Episoden)
- 1979: Des Henkers Bruder
- 1980: Archiv des Todes (Fernsehserie, 1 Episode)
- 1980: Don Juan – Karl-Liebknecht-Str. 78
- 1981: Der ungebetene Gast (Fernsehfilm, 2. Teil)
- 1982: Sabine Kleist, 7 Jahre…
- 1983: Märkische Chronik (Fernsehserie, 1 Episode)
- 1984: Polizeiruf 110: Im Sog (Fernsehreihe)
- 1984: Front ohne Gnade (Fernsehserie, 2 Episoden)
- 1984: Der Lude
- 1986: Der Bärenhäuter
- 1986: Startfieber
- 1988: Polizeiruf 110: Der Mann im Baum
- 1988: Zahn um Zahn (Fernsehserie, 1 Episode)
- 1989: Grüne Hochzeit
- 1989/2021: Wir bleiben treu
- 1989: Die gläserne Fackel (Fernsehserie, 1 Episode)
- 1990: Polizeiruf 110: Falscher Jasmin
- 1990: Flugstaffel Meinecke (Fernsehserie, 1 Episode)
- 1992: Sherlock Holmes und die sieben Zwerge (Fernsehserie, 1 Episode)
- 1992: Die Spur des Bernsteinzimmers
- 1999: Für alle Fälle Stefanie (Fernsehserie, 1 Episode)
- 1999: Wolffs Revier (Fernsehserie, 1 Episode)
- 1999: Der Landarzt (Fernsehserie, 1 Episode)
- 2000: Für alle Fälle Stefanie (1 Episode)
- 2004: Schloss Einstein (Fernsehserie, 4 Episoden)

## Theater
- 1969: Erwin Strittmatter: Katzgraben (Kleinschmidt) – Regie: Piet Drescher/Hans-Georg Voigt (Staatliche Schauspielschule Berlin im bat Berlin)
- 1972: Heiner Müller nach William Shakespeare: Macbeth (Pförtner) – Regie: Bernd Bartoszewski (Brandenburger Theater)
- 1974: Manfred Streubel nach Heinrich Heine: Ratcliff rechnet ab (Schüler) – Regie: Hanns Anselm Perten (Volkstheater Rostock)
- 1980: Peter Hacks: Moritz Tassow (Inspektor Achilles) – Regie: Reinhard Hellmann/Max K. Hoffmann (Hans Otto Theater Potsdam)
- 1980: Tadeusz Różewicz: Der Hungerkünstler geht (Wächter) – Regie: Rolf Winkelgrund (Hans Otto Theater Potsdam)
- 1981: Anton Tschechow: Das Jubiläum – Regie: Wera Herzberg (bat Berlin)
- 1984: Michail Bulgakow: Die letzten Tage (Puschkin) (Kukolnik) – Regie: Friedo Solter (Theater im Palast)
- 1985: Athol Fugard: Master Harold...and the boys (Boy Willie) – Regie: Eckhard Becker (Hans Otto Theater Potsdam)
- 1986: Jean-Claude Grumberg: Cafe zum verlorenen Pierrot (Ex-Jockey Popaul) – Regie: Pedro Paulo Pereira (bat Berlin)
- 1988: Heiner Müller: Die Lohndrücker (Gewerkschafter Schurek) – Regie: Heiner Müller (Deutsches Theater Berlin)
- 1990: Ulrich Plenzdorf: Kein runter kein fern (Eberhard) – Regie: Michael Jurgons (Deutsches Theater Berlin)
- 1991: August Stramm: Rudimentär (Mann) – Regie: Peter Brasch (Grips-Theater Berlin)
- 1991: William Shakespeare:  Heinrich VI.  – Regie: Katja Paryla (Deutsches Theater Berlin – Kammerspiele)
- 1991:Henrik Ibsen: Peer Gynt – Regie: Friedo Solter (Deutsches Theater Berlin)
- 1992: Molière: Tartuffe – Regie: Anselm Weber (Deutsches Theater Berlin – Kammerspiele)
- 1992: Friedrich Schiller: Die Verschwörung des Fiesco zu Genua – Regie: Friedo Solter (Deutsches Theater Berlin – Kammerspiele)
- 1993: Gero Troike: Dolgensee – Regie: Gero Troike (Deutsches Theater Berlin)
- 1993: Marlene Streeruwitz: Elysian Park (Polizist) – Regie: Harald Clemen (Deutsches Theater Berlin – Kammerspiele)
- 1993: August Strindberg: Die Gespenstersonate – Regie: Friedo Solter (Deutsches Theater Berlin – Kammerspiele)
- 1994: Euripides: Der Kyklop – Regie: Friedo Solter (Deutsches Theater Berlin)
- 1995: Molière: George Dandin oder Der bestürzte Ehemann – Regie: Friedo Solter (Deutsches Theater Berlin – Kammerspiele)
- 1996: Sophokles: König Oidipus – Regie: Alexander Lang (Deutsches Theater Berlin)
- 1997: Henrik Ibsen: Rosmersholm – Regie: Herbert Olschok (Deutsches Theater Berlin – Kammerspiele)
- 1998: Heinrich von Kleist: Penthesilea – Regie: Gerardjan Rijnders (Deutsches Theater Berlin)
- 1999: Molière: Der Menschenfeind – Regie: Jürgen Gosch (Deutsches Theater Berlin – Kammerspiele)
- 2001: Arthur Miller: Tod eines Handlungsreisenden – Regie: Dimiter Gotscheff (Deutsches Theater Berlin)
- 2001: William Shakespeare: Was ihr wollt – Regie: Staffan Valdemar Holm (Deutsches Theater Berlin)
- 2004: Heiner Müller: Germania. Stücke – Regie: Dimiter Gotscheff (Deutsches Theater Berlin)
- 2005: Ödön von Horváth: Geschichten aus dem Wiener Wald (Havlitschek) – Regie: Dimiter Gotscheff (Deutsches Theater Berlin)
- 2008: Henrik Ibsen: Die Wildente – Regie: Michael Thalheimer (Deutsches Theater Berlin)
- 2013: Andres Veiel: Das Himbeerreich (Hans Helmut Hinz) – Regie: Andres Veiel (Schauspiel Stuttgart) und (Deutsches Theater Berlin)
- 2017: Albert Camus: Das Missverständnis – Regie: Jürgen Kruse (Deutsches Theater Berlin – Kammerspiele)
- 2019: Ödön von Horváth/Wilhelm Lukas Kristl: Liebe Glaube Hoffnung (Präparator) – Regie: Jürgen Kruse (Deutsches Theater Berlin – Kammerspiele)

## Hörspiele
- 1990: Waltraud Meienreis: Linda und der Lindwurm – Regie: Peter Brasch (Kinderhörspiel – Rundfunk der DDR)
- 1990: Grigori Belych/Leonid Pantelejew: Die Republik der Strolche (Kossorow) – Regie: Werner Buhss (Kinderhörspiel, 1. Teil – Rundfunk der DDR)
- 1990: Janusz Korczak: König Macius I. (Trauriger König) – Regie: Peter Brasch (Kinderhörspiel, 3 Teile – Rundfunk der DDR)